# ヤング・プラン (香港)

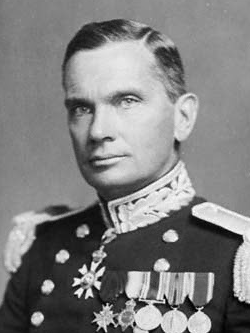
香港への代議制民主主義の導入を提案したマーク・ヤング総督

ヤング・プランは、イギリス領香港に代議制民主主義を導入しようと1946年に当時の香港総督マーク・ヤングが提案した政治制度改革案である。これは新しい市議会（Municipal Council）の設立を通じて香港の政治制度の基盤を広げることで、香港市民に自分たちの問題を管理する大きな権限を与えるというもので、香港では初の大規模な政治改革案であった。提案された市議会は、かなり広範な選挙権に基づく選挙で選ばれた多数派で構成され、すべての都市サービス、教育、社会福祉、都市計画、その他の機能に関する権限と自治権を持つことが予定されていた。さらに、新議会には立法局の非官守議員2名を選出する間接選挙枠も認められた。
立法局の非官守議員たちは新しい市議会への権限移譲に反対し、ヤングの後任であるアレキサンダー・グランサム総督もヤング・プランに反対しており、この課題を推進しなかった。立法局非官守議員の反対が続いたために議論は長引き、加えて共産中国による浸透の可能性が懸念されたため、1952年、ついに計画は立ち消えとなった。これが、1980年代に香港の主権をめぐる中英交渉が行われるまでの、選挙に基づく統治を志向する最後の動きとなった。

## 背景

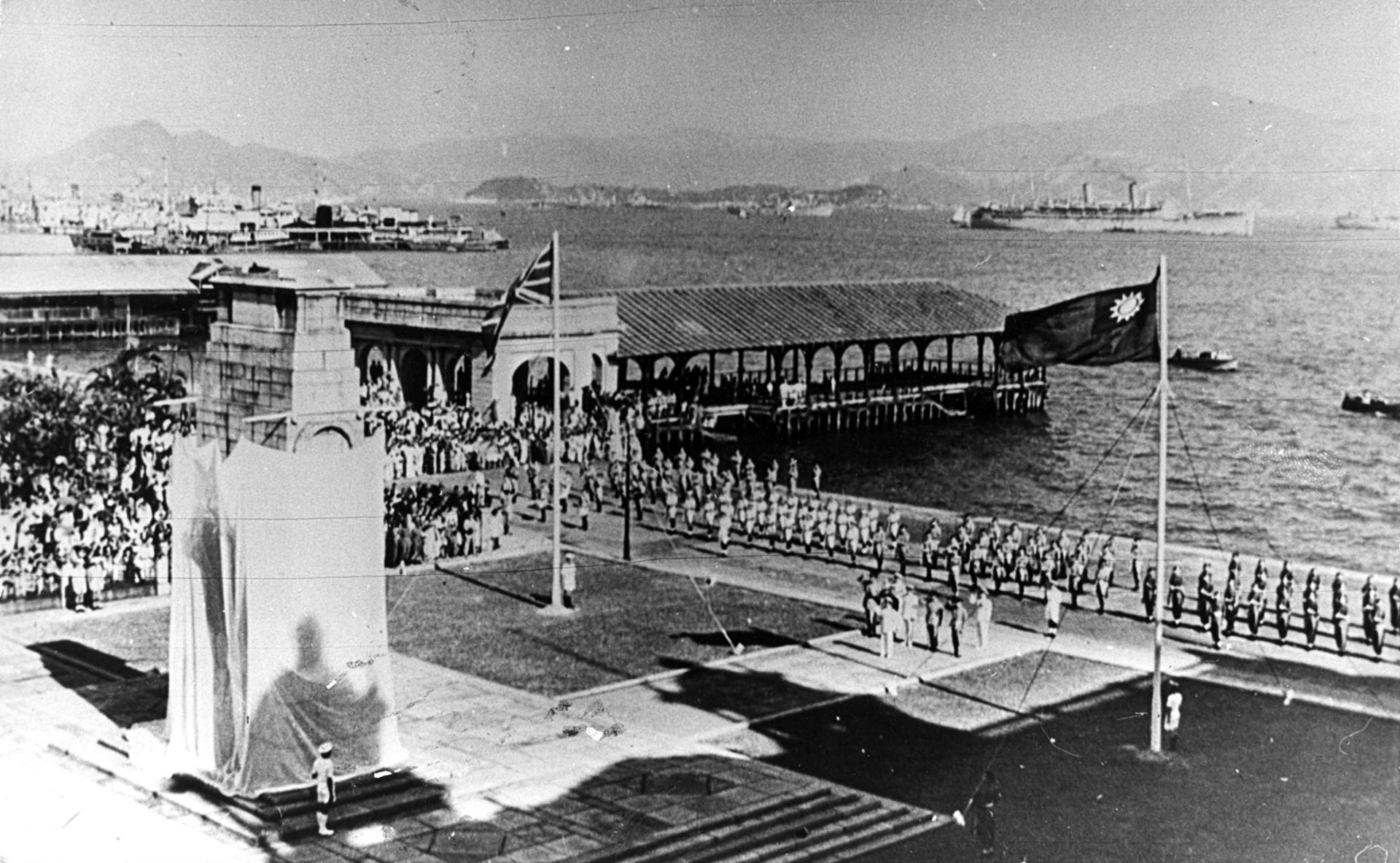
1945年、香港島・セントラルの平和記念碑にて行われたイギリスの主権回復記念式典

香港では政治制度改革の要求やその試みがたびたび起こっていたが、市民の圧倒的多数を中国系が占めているために、植民地政府にとって政治制度改革は難題となっていた。
香港が日本の占領下にあった第二次世界大戦中には、東アジアにおけるイギリス帝国のプレゼンスは日本の猛攻の前に崩壊しており、また蒋介石率いる中国国民政府も香港の返還を要求するようになっていたため、イギリス政府は戦後の香港における政治制度改革の可能性を真剣に検討せざるを得なくなった。植民地政府は地元住民に対する中国の影響力の増大と中国の香港返還要求に脅かされながらも、ヤング・プランの実施によって、人種に関係なく香港市民全員が香港への帰属意識と忠誠心を持つようになることを期待していた。
1945年の選挙の結果、イギリス本国では労働党が政権を奪取した。新政権は、香港を含む帝国全土に自治政府を導入することを公約していた。

## 内容
|                    |                    | 議席 | 議席 |
| 中国系             | 西洋系             |      |      |
| ------------------ | ------------------ | ---- | ---- |
| 直接選挙           | 直接選挙           | 10   | 10   |
|                    | 香港総商会         | –    | 2    |
| 香港中華総商会     | 1                  | –    |      |
| 非官守太平紳士     | 1                  | 1    |      |
| 香港大学           | 1                  | –    |      |
| 香港居民協会       | –                  | 1    |      |
| 九龍居民協会       | –                  | 1    |      |
| 労働組合           | 2                  | –    |      |
| 委任（各組織合計） | 委任（各組織合計） | 5    | 5    |
| 総計               | 総計               | 15   | 15   |

ヤングは香港の戦いで、クリスマスに香港が日本に占領された際の香港総督であった。彼は戦争中、各地の捕虜収容所で過ごし、1946年5月1日に香港へ戻った。帰還後、ヤングは民政復帰の初日に政治制度改革案を発表した：
国王陛下の政府は、植民地帝国の他の場所と同様に、香港においても、地域住民が自分たちに関する事務を管理する上で、より充実した責任ある分担を与えられるようにするための手段を検討している。この目的を達成する一つの可能な方法は、これまで政府によって行使されてきた一定の内政機能を、完全な代表制に基づいて構成される市議会へと引き継ぐことである。このような市議会を設立し、政府の重要な機能を市議会へ移譲することは、香港のすべての地域社会が、その責任ある代表者を通じて、香港の行政により積極的に参加する機会を得るための、適切かつ受け入れ可能な手段であると考えられる。しかし、陛下の政府の意向を実現する方法について決定を下す前に、これに関する重要な課題を香港自身で徹底的に検討し、住民の意見と希望を最大限に考慮することが不可欠であると考えられる。従って、総督は、地域社会のあらゆる階層の代表者と協議の上この問題全体を検討し、できるだけ早く政治体制をより自由主義な考えに基づいて改正すべきであるという陛下の政府の方針を念頭に置きながら、早期に報告書を提出するよう命じられている。その目的は、遅くとも年末までには、改正の基盤となるべき原則を決定し、発表することである。
1946年8月28日、ヤングはラジオでスピーチを行い、改革準備案の詳細について概説した。ヤング・プランの主な構想は、当時のイギリスの地方議会よりもさらに大きな権力を与えられた強い市議会を設置することであった。ヤングは、この市議会を植民地政府に代わるものとすることを意図しており、これは香港に裏口から一種の代議政体を与えるものであった 。ヤングはまた、非官守議員に代議員的な要素を持たせ、非官守議員の割合を官守議員に対して増やすことによって、立法局にいくつかの変更を提案した 。とはいえ、ヤングはまた、国民党が地域住民の組織や活動に対して影響力を持ち始めていることに気づいており、市議会が国民党の目的のために利用される可能性についても理解していた。そのため、ヤングは政治制度改革の際には「市議会が政治的な問題、特に植民地の将来の地位に関する問題に関与する可能性を排除するような枠組みを作るべきだ」と提案していた。
マーク・ヤングは1947年、立法局においてこの改革案を取り上げた。この計画の目玉は、選挙で選ばれる市議会の設立であった。新しい市議会は多数の議員が選挙で選出されるものとし、選挙権は永住権を持ち、中国語か英語のどちらかの識字能力を持ち、財産条件を満たすすべての人に開かれたものとした 。新議会はコミュニティに基づいて、中国系と非中国系が半数ずつという形で分割され、30人の議員のうち20人（中国系10人、非中国系10人）が直接選挙で選ばれ、残りは香港総商会、香港中華総商会、香港大学といった様々な組織から推薦されることになった 。市議会は財政的に自立し、料金や免許からの収入で賄われ、独自の職員を雇用し、最終的にはすべての都市サービス、教育、社会福祉、都市計画、その他の機能を引き継ぐことになっていた 。1947年7月、本国政府は原則的にこのヤング・プランを承認すると表明した。

## 反対
1947年夏、健康問題により香港総督はヤングからアレキサンダー・グランサムに交代したが、グランサムは香港の民主化について熱心ではなかった 。香港官学生としてキャリアを開始し、長年植民地官僚としてのキャリアを歩んできたグランサムの目には、ヤング・プランは実現可能性の低いものとして映った 。グランサムは、ヤング・プランが中国系住民のイギリスへの忠誠心を高めるとは思わなかった 。グランサム政権は2年間も法案を作成に費やすことで、改革を先延ばしにした。
この提案は、政府内および一部のトップエリートたちからも激しい反対に遭った 。イギリス系の実業家たちは、西洋人が政治的多数派を占める状態の永続を求めるロビー活動を開始した。法案発表前にもかかわらず、立法局の非官守議員は1949年3月の予算審議の場でヤング・プランを批判した。1949年4月27日、主席非官守議員のD. F. ランデールはヤング・プランの破棄を求める動議を提出した。
グランサムの支持を受け、英国で教育を受けた弁護士で非官守議員でもある羅文錦はじめ、15人で構成される立法局の3人のうちの1人が、ヤング・プランに強く反対した。1949年6月22日の「ランデール動議」の最終投票において、羅は香港政府はすべての人に責任があり、非官守議員は人種や部門に偏ることなく公共の利益を代表していると主張した。彼は、地域の多様性を反映する選挙区の計画に疑問を呈し、またそのような「取るに足らない」選挙区によって選出された議員が、委任された議員（非官守議員）よりも地域社会を代表する良い働きをすることはないと主張した 。
羅は方針に真っ向から反対せず、グランサムと協議し、ヤング・プランの代替案としてより重要な立法局改革を提案した。非官守議員の立場を要約し、不測の事態でも安全が保たれるよう慎重にバランスを取った一握りの議席について、イギリス人のみによる直接選挙を導入することを提案したのである 。ヤング・プランの破棄を求める「ランデール動議」に、非官守議員全員が賛成票を投じた。

## 世論
1949年6月、政庁にヤング・プランの実施を迫るために駐在員や地元華人によって設立されたばかりの香港革新会は、グランサムに立法局の直接選挙を請願した。革新会の初代会長で元英国国会議員のチャールズ・エドガー・ルーズビーは、提案された市議会には「大企業と金融機関、そしてそれらに依存する人々」の利益のみが重要な地である、香港の統治体制を変える力はないだろうと述べた。
ヤング・プランが立法院で棚上げされた後の7月、黃新彦、馬文輝、陳丕士らを中心に結成された香港華人革新協会は、香港中華廠商聯合会、九龍総商会およびその他139の華人団体とともに、総督へ政治改革を請願した。
また、関心を持つ中国系市民の中には、人口において多数派であることを考慮して、より多くの議席を要求する者もいた。

## 却下
毛沢東が国共内戦に勝利してからは、イギリスにとって香港の民主化は優先課題ではなくなった。実のところ、イギリス外務省は中央人民政府が香港の民主化に反対することを心配してはいなかった。むしろ、外務省はグランサムの代替案が共産主義者に「改革が非民主的であると非難する十分な根拠」を与えることを懸念していた。1949年に提案された羅の修正案は、当初1950年末にイギリス政府によって承認されたが、1951年初めには外務省の要請で延期された。外務省は、修正案が共産主義者のプロパガンダキャンペーンを誘発し、朝鮮戦争のさなかに香港の返還問題を提起する口実になることを恐れたのである。
1952年、戦後初の不況が香港を直撃し始めると、それまでの社会運動は沈静化し、イギリス政府が1946年に発表した、香港人により広範な地方自治権を与えるという公約は無視された 。グランサムは本国を説得し、「英国の有権者が関心を示さない」ことを理由に、政治改革の計画をすべて放棄させた。そして香港市民の前では、計画が中止されたのは本国政府のせいであると非難した 。1952年9月、内閣は香港に関するすべての大規模な改革を中止することで合意した。
10月、植民地相オリヴァー・リトルトンは、今現在の香港は「大掛かりな性格の政治体制改革を行うには不都合な時期にある」と発表した 。リトルトンは、時代錯誤に見えないために、諮問・監督機能を持つ法定機関である市政局に限定して改革を行うことを提案した。グランサムはこの小規模な改革案を歓迎した。結果として、戦前に存在した市政局から選出される立法局の2議席が1952年に再び導入され、翌年には4議席に倍増された。
その後の数年間、政治改革の問題は、冷戦や朝鮮戦争、難民の流入といった出来事の影に隠れていた。1960年には、イギリスは香港の政治体制に大きな変更を加えることを断念していた 。これが、1980年代に香港の主権をめぐる中英交渉が行われるまでの、選挙に基づく統治体制を志向する最後の動きとなった。